# Ramón Crusi Moré
Ramón Crusi Moré (Portbou, 9 de febrero de 1926 - Barcelona, 10 de marzo de 2013) fue un ajedrecista español, Maestro Internacional postal. Colaboró en revistas especializadas tanto nacionales como extranjeras. Escribió numerosas obras acerca del juego. Fue entrenador de Pepita Ferrer Lucas, varias veces campeona de España.

## Libros publicados
Ha escrito los siguientes libros:
- 101 minipartidas, editorial Escaques, Depósito legal. V. 4524, año 1970.
- ABC completo de ajedrez, editorial Círculo de Lectores, ISBN 8422610353, año 1978.
- El Gambito Letón, editorial Ramón Crusi i Moré, ISBN, año 1978.
- Minipartidas, editorial Ramón Crusi i Moré, ISBN, año.
- Minidefensas, editorial Ramón Crusi i Moré, ISBN 978-84-604-2378-2, año.
- El Ruy López en minipartidas, editorial El Llamp, ISBN, año 1992.
- Minipartidas del peón de dama, de flanco, contragambitos, gambitos, india de rey y de dama. 102 partidas comentadas, 130 complementarias y 102 diagramas. Teoría El Gambito Schara Hennig D32, editorial Hurope, ISBN , año 1993.
- Ataques contra el enroque, editorial Paidotribo, ISBN 84-8019-245-3, año 1999.
- Ataques al rey, editorial Paidotribo, ISBN 84-8019-404-9A, año 2001.
- Ajedrez brillante, editorial Paidotribo, ISBN 84-8019-521-5, año 2001.
- Mates típicos, editorial Paidotribo, ISBN 978-84-8019-043-5, año 2008.